# Liste der Unicode-Eigenschaften
Der Unicode-Standard kodiert nicht nur eine sehr große Zahl von Zeichen, sondern legt zu jedem dieser Zeichen auch eine Reihe von Eigenschaften fest, die das Zeichen und sein Verhalten beschreiben. So kann man den Eigenschaften des Buchstaben Ä etwa entnehmen, dass es sich um einen Großbuchstaben handelt, dass der zugehörige Kleinbuchstabe das ä ist oder dass er sich in ein A mit Trema zerlegen lässt.

## Allgemeines
Formal sind Unicode-Eigenschaften als Abbildungen von Codepunkten in einen bestimmten Wertebereich definiert. Die Daten werden in verschiedenen einfachen Textdateien sowie als XML-Datei zur Verfügung gestellt.

### Werte
Je nach Eigenschaft sind verschiedene Wertebereiche möglich. Die meisten Eigenschaften sind aufzählende Eigenschaften, ihr Wertebereich besteht aus einer festgelegten Menge. Aufzählende Eigenschaften werden nochmals weiter unterteilt in Katalogeigenschaften und binäre Eigenschaften. Katalogeigenschaften zeichnen sich dadurch aus, dass mit neuen Unicode-Versionen die Menge der möglichen Werte schrittweise anwächst. Binäre Eigenschaften sind aufzählende Eigenschaften mit genau zwei Werten, wahr (Y) und falsch (N). Es wird also angegeben, ob die Eigenschaft auf dieses Zeichen zutrifft oder nicht.
Außerdem gibt es Stringeigenschaften, die jedem Zeichen eine Zeichenkette aus Unicode-Zeichen zuordnen, numerische Eigenschaften, die jedem Zeichen eine Zahl zuordnen und sonstige Eigenschaften, die sich keiner dieser Kategorien zuordnen lassen.

### Standardwerte
Eigenschaften haben aus mehreren Gründen ein oder mehrere Standardwerte. Zum einen wird in den Tabellen oft der Standardwert ausgelassen, um diese übersichtlicher zu gestalten. Zum anderen müssen Programme auch mit Text umgehen können, der nach einer neueren Unicode-Version erstellt wurde, und daher auch Zeichen enthalten kann, die zu dem Zeitpunkt, als das Programm entwickelt wurde, noch nicht belegt waren. Für aufzählende Eigenschaften ist jeweils meist ein Wert festgelegt, der als Standard gilt, in wenigen Fällen gibt es mehrere Standardwerte, die je nach Block vergeben werden. Bei binären Eigenschaften ist der Standardwert immer N, also nicht zutreffend.
Bei Stringeigenschaften ist der Standardwert immer das Zeichen selbst.

### Aliase
Viele Eigenschaften haben neben ihrem eigentlichen Namen auch einen oder mehrere Aliasnamen. Häufig handelt es sich dabei um Abkürzungen. Auch für die möglichen Werte aufzählender Eigenschaften sind oft kurze Aliase festgelegt.

### Status
Viele Eigenschaften sind normativ, also verbindlich für Programme, die nach dem Unicode-Standard arbeiten und die Eigenschaft interpretieren. Andere Eigenschaften sind dagegen als informativ gekennzeichnet und dienen nur als Zusatzinformation ohne verbindlichen Charakter. Eine Gruppe von Eigenschaften ist als beisteuernd gekennzeichnet. Diese Eigenschaften sollten nicht für sich alleine verwendet werden, sondern wurden definiert, um andere Eigenschaften daraus abzuleiten. Sie kennzeichnen meist eine Ausnahmemenge von Zeichen, die ansonsten nicht erfasst würde. Als Letztes gibt es noch provisorische Eigenschaften, die zunächst unter Vorbehalt aufgenommen wurden, um zu sehen, ob sie sich in der Praxis bewähren.
Einige Eigenschaften sind zusätzlich als deprecated („überholt“) markiert, diese sollten aus unterschiedlichen Gründen nicht mehr verwendet werden, bleiben aber aus Gründen der Abwärtskompatibilität im Unicode-Standard vorhanden.

### Stabilität
Um Abwärtskompatibilität zu gewährleisten, werden einige Eigenschaften, sobald sie einmal für ein Zeichen festgelegt sind, nicht oder nur in bestimmter vorher bekannter Weise geändert. So ist etwa festgelegt, dass der Name eines Zeichens nie geändert wird, selbst wenn er sich als falsch herausstellt.

## Eigenschaften
Die folgenden Listen führen alle Unicode-Eigenschaften auf, gruppiert wie in der offiziellen Dokumentation, zum Stand Unicode 6.3. Angegeben ist jeweils der Name der Eigenschaft, ein abkürzender Alias-Name (falls vorhanden), der Status der Eigenschaft, die Art des Wertebereichs und eine Beschreibung.

### Allgemein
Die allgemeinen Eigenschaften geben einen groben Überblick über das Zeichen. Verwendung finden sie unter anderem in regulären Ausdrücken, wenn diese etwa wie in Perl die Abfrage von Unicode-Eigenschaften unterstützen.
| Eigenschaft                  | Kurz   | Status              | Werte      | Beschreibung |
| ---------------------------- | ------ | ------------------- | ---------- | --- |
| Name                         | na     | normativ            | Sonstiges  | Name des Zeichens * |
| Name_Alias                   |        | normativ            | Sonstiges  | Aliasnamen, vor allem für Kontrollzeichen verwendet, bei denen die Eigenschaft Name grundsätzlich leer bleibt                                        |
| Block                        | blk    | normativ            | Katalog    | Unicodeblock, in dem das Zeichen liegt |
| Age                          | age    | normativ informativ | Katalog    | Version, in der das Zeichen aufgenommen wurde |
| General_Category             | gc     | normativ            | aufzählend | grobe Unterteilung aller Zeichen, siehe eigener Abschnitt                                                                                            |
| Script                       | sc     | informativ          | Katalog    | Schriftsystem des Zeichens, also etwa Lateinisch, Griechisch, Kyrillisch, etc.; Common für Zeichen, die in mehreren Schriftsystemen verwendet werden |
| Script_Extensions            |        | informativ          | Sonstiges  | Schriftsysteme bei Zeichen, die in mehreren Systemen verwendet werden                                                                                |
| White_Space                  | WSpace | normativ            | binär      | kennzeichnet ein Zeichen als Leerzeichen |
| Alphabetic                   | Alpha  | informativ          | binär      | Zeichen aus Alphabeten |
| Hangul_Syllable_Type         | hst    | normativ            | aufzählend | Bestimmung der Silbenblöcke im Koreanischen |
| Noncharacter_Code_Point      | NChar  | normativ            | binär      | reservierte Zeichen |
| Default_Ignorable_Code_Point | DI     | normativ            | binär      | Zeichen, die bei der Darstellung ignoriert werden sollten, sofern das Programm sie nicht unterstützt                                                 |
| Deprecated                   | Dep    | normativ            | binär      | missbilligte Zeichen, die nicht mehr verwendet werden sollten                                                                                        |
| Logical_Order_Exception      | LOE    | normativ            | binär      | Zeichen, die vor der Anwendung des Unicode Collation Algorithm mit dem folgenden Zeichen vertauscht werden müssen                                    |
| Variation_Selector           | VS     | normativ            | binär      | Variantenselektoren, die zwischen verschiedenen Darstellungsvarianten des vorhergehenden Zeichens wählen                                             |

#### Allgemeine Kategorie
Die Eigenschaft General_Category ist eine der grundlegenden Eigenschaften, die sowohl im Unicode-Standard selbst als auch in vielen anderen technischen Dokumentationen verwendet wird. Sie unterteilt alle Zeichen nach ihrer Hauptverwendung in Buchstaben, Zahlen, Interpunktion und weitere. Die folgende Tabelle listet die möglichen Werte auf.
| Kategorie                      | Code | Bedeutung | Beispiele                                                |
| Buchstabe                      | L    | |                                                          |
| ------------------------------ | ---- | --- | -------------------------------------------------------- |
| Großbuchstabe                  | Lu   | Großbuchstabe | A, Ä, Δ, Ǆ                                               |
| Kleinbuchstabe                 | Ll   | Kleinbuchstabe | a, ä, δ, ǆ                                               |
| Titelbuchstabe                 | Lt   | Zeichen, die in Titelschreibweise stehen. Dies sind nur einige wenige Zeichen, die einen Digraph kodieren                | ǅ                                                        |
| Modifizierender Buchstabe      | Lm   | Buchstaben, die den vorangehenden Buchstaben modifizieren                                                                | Buchstaben aus dem Unicodeblock Spacing Modifier Letters |
| Sonstiger Buchstabe            | Lo   | Buchstaben aus Alphabeten, die nicht zwischen Groß- und Kleinschreibung unterscheiden (etwa Hebräisch), CJK und sonstige | ב, 丌                                                    |
| Kombinierendes Zeichen         | M    | |                                                          |
| ohne Vorschub                  | Mn   | Kombinierendes Zeichen, das auf oder unter das vorangehenden Zeichen gesetzt wird                                        | kombinierende diakritische Zeichen                       |
| mit Vorschub                   | Mc   | Kombinierendes Zeichen, das selbst Platz beansprucht                                                                     | indische Vokalzeichen                                    |
| umschließend                   | Me   | Kombinierendes Zeichen, das das vorangehende Zeichen ganz umschließt                                                     | Kombinierender umschließender Kreis                      |
| Zahl                           | N    | |                                                          |
| Ziffer                         | Nd   | Ziffern | 0, 1                                                     |
| Buchstabe                      | Nl   | Buchstaben, die als Zahlen verwendet werden                                                                              | Ⅲ                                                        |
| Sonstiges Zahlzeichen          | No   | sonstige Zahlen, etwa hochgestellte, eingekreiste oder Brüche                                                            | ², ½, ②                                                  |
| Interpunktion                  | P    | |                                                          |
| verbindend                     | Pc   | Zeichen, die zwei Teile zu einem Wort verbinden                                                                          | Unterstrich                                              |
| Strich                         | Pd   | verschiedene Striche: Bindestrich, Gedankenstrich, etc.                                                                  | -, –, —                                                  |
| öffnend                        | Ps   | öffnende Klammern | (, [, {                                                  |
| schließend                     | Pe   | schließende Klammern | ), ], }                                                  |
| öffnendes Anführungszeichen    | Pi   | öffnende Anführungszeichen (kann je nach Sprache auch als schließendes verwendet werden)                                 | «                                                        |
| schließendes Anführungszeichen | Pf   | schließendes Anführungszeichen (kann je nach Sprache auch als öffnendes verwendet werden)                                | »                                                        |
| sonstige Interpunktion         | Po   | Satzzeichen und andere Interpunktion, die in keine der obigen Kategorien fallen                                          | ! . , : ; ? §                                            |
| Symbol                         | S    | |                                                          |
| Mathematisches Symbol          | Sm   | Symbole, die in mathematischen Zusammenhängen verwendet werden                                                           | +, <, >, ±                                               |
| Währungssymbol                 | Sc   | Symbole, die eine Währung kennzeichnen                                                                                   | $, €                                                     |
| Modifizierendes Symbol         | Sk   | Symbole, die das vorangehende Zeichen modifizieren                                                                       | Symbole aus dem Unicodeblock Spacing Modifier Letters    |
| Sonstiges Symbol               | So   | Symbole, die in keine der obigen Kategorien fallen                                                                       | ⛔, ©                                                    |
| Leerraum                       | Z    | |                                                          |
| Leerzeichen                    | Zs   | Leerzeichen unterschiedlicher Breite                                                                                     | Leerzeichen, geschütztes Leerzeichen                     |
| Zeilenumbruch                  | Zl   | | Zeilentrenner (U+2028)                                   |
| Absatzumbruch                  | Zp   | | Absatztrenner (U+2029)                                   |
| Sonstiges Zeichen              | C    | |                                                          |
| Steuerzeichen                  | Cc   | allgemeine Steuerzeichen                                                                                                 | BEL                                                      |
| Formatierung                   | Cf   | Steuerzeichen zur Formatierung                                                                                           | bedingter Trennstrich, bidirektionale Steuerzeichen      |
| Surrogate                      | Cs   | Surrogate |                                                          |
| Privater Gebrauch              | Co   | Zeichen zum privaten Gebrauch                                                                                            | U+F8FF                                                   |
| nicht zugewiesen               | Cn   | Codepunkte, denen (noch) kein Zeichen zugewiesen ist                                                                     |                                                          |

### Groß-/Kleinschreibung
Viele Eigenschaften beschäftigen sich mit der Groß-/Kleinschreibung. Sie legen fest, ob ein Zeichen ein Groß- oder Kleinbuchstabe ist, welches der Kleinbuchstabe zu einem gegebenen Großbuchstaben ist und umgekehrt und weiteres. Um Zeichenketten schreibweisenunabhängig zu vergleichen, wird eine als case fold bezeichnete Normalform definiert. Verwendet werden diese Eigenschaften unter anderem von den verschiedenen Unicode-Casing-Algorithmen.
| Eigenschaft              | Kurz  | Status     | Werte  | Beschreibung |
| ------------------------ | ----- | ---------- | ------ | --- |
| Uppercase                | Upper | informativ | binär  | kennzeichnet ein Zeichen als Großbuchstaben                                                                               |
| Lowercase                | Lower | informativ | binär  | kennzeichnet ein Zeichen als Kleinbuchstaben                                                                              |
| Cased                    |       | informativ | binär  | kennzeichnet alle Zeichen die ein Groß-, Klein- oder Titelbuchstabe sind                                                  |
| Simple_Lowercase_Mapping | slc   | normativ   | String | zugehöriger Kleinbuchstabe (falls es sich um ein Zeichen handelt)                                                         |
| Simple_Titlecase_Mapping | stc   | normativ   | String | zugehöriger Titelbuchstabe (falls es sich um ein Zeichen handelt)                                                         |
| Simple_Uppercase_Mapping | suc   | normativ   | String | zugehöriger Großbuchstabe (falls es sich um ein Zeichen handelt)                                                          |
| Simple_Case_Folding      | scf   | normativ   | String | zugehöriger casefold-Buchstabe (falls es sich um ein Zeichen handelt)                                                     |
| Lowercase_Mapping        | lc    | informativ | String | entsprechende Zuordnungen, die auch komplexere Umwandlungen beinhalten                                                    |
| Titlecase_Mapping        | tc    | informativ | String | entsprechende Zuordnungen, die auch komplexere Umwandlungen beinhalten                                                    |
| Uppercase_Mapping        | uc    | informativ | String | entsprechende Zuordnungen, die auch komplexere Umwandlungen beinhalten                                                    |
| Case_Folding             | cf    | normativ   | String | entsprechende Zuordnungen, die auch komplexere Umwandlungen beinhalten                                                    |
| Soft_Dotted              | SD    | normativ   | binär  | i, j und ähnliche Zeichen, deren Punkt bei der Großschreibung und im Zusammenhang mit diakritischen Zeichen entfernt wird |
| Case_Ignorable           | CI    | informativ | binär  | Zeichen ohne Bedeutung für Fragen nach Groß-/Kleinschreibung                                                              |
| Changes_When_Lowercased  | CWL   | informativ | binär  | Zeichen, die sich beim Umwandeln in Kleinschreibung ändern                                                                |
| Changes_When_Titlecased  | CWT   | informativ | binär  | Zeichen, die sich beim Umwandeln in Titelschreibung ändern                                                                |
| Changes_When_Uppercased  | CWU   | informativ | binär  | Zeichen, die sich beim Umwandeln in Großschreibung ändern                                                                 |
| Changes_When_Casefolded  | CWCF  | informativ | binär  | Zeichen, die sich beim Umwandeln in die casefold-Normalform ändern                                                        |
| Changes_When_Casemapped  | CWCM  | informativ | binär  | Zeichen, die sich bei irgendeiner Änderung von Groß-/Kleinschreibung ändern                                               |

### Numerisch
Die folgenden Eigenschaften beschäftigen sich mit numerischen Eigenschaften von Zeichen, besonders den Zahlzeichen in Unicode.
| Eigenschaft     | Kurz | Status     | Werte      | Beschreibung                                                                                  |
| --------------- | ---- | ---------- | ---------- | --------------------------------------------------------------------------------------------- |
| Numeric_Value   | nv   | normativ   | numerisch  | numerischer Wert des Zeichens                                                                 |
| Numeric_Type    | nt   | normativ   | aufzählend | Art (Dezimal, Ziffer, Numerisch)                                                              |
| ASCII_Hex_Digit | AHex | normativ   | binär      | ASCII-Zeichen, die für Hexadezimalziffern verwendet werden, also 0 bis 9, a bis f und A bis F |
| Hex_Digit       | Hex  | informativ | binär      | Zeichen, die für Hexadezimalziffern verwendet werden, einschließlich ihrer Varianten          |

### Normalisierung
Eine Reihe von Eigenschaften behandelt die verschiedenen Arten der Normalisierung von Unicode-Texten.
| Eigenschaft                  | Kurz    | Status              | Werte                | Beschreibung |
| ---------------------------- | ------- | ------------------- | -------------------- | --- |
| Canonical_Combining_Class    | ccc     | normativ            | aufzählend/numerisch | gibt an, welche kombinierende Zeichen miteinander wechselwirken und in welcher Reihenfolge sie sortiert werden sollen |
| Decomposition_Mapping        | dm      | normativ            | String               | gibt die Zerlegung eines Zeichens an                                                                                  |
| Decomposition_Type           | dt      | normativ informativ | aufzählend           | gibt die Art der Zerlegung (kanonisch, ändert die Schriftart/das Umbruchverhalten/etc.) an                            |
| Composition_Exclusion        | CE      | normativ            | binär                | Zeichen mit einer kanonischen Zerlegung, die in den kombinierten Normalformen nicht verwendet werden sollen           |
| Full_Composition_Exclusion   | Comp_Ex | normativ            | binär                | Zeichen mit einer kanonischen Zerlegung, die in den kombinierten Normalformen nicht verwendet werden sollen           |
| FC_NFKC_Closure              | FC_NFKC | normativ deprecated | String               | zugehörige casefold-Normalform, falls das Zeichen erst in die casefold-Normalform und dann in NFKC überführt wird     |
| NFC_Quick_Check              | NFC_QC  | normativ            | aufzählend           | Eigenschaften, die einen schnellen Test ermöglichen, ob eine Zeichenkette in einer bestimmten Normalform vorliegt     |
| NFKC_Quick_Check             | NFKC_QC | normativ            | aufzählend           | Eigenschaften, die einen schnellen Test ermöglichen, ob eine Zeichenkette in einer bestimmten Normalform vorliegt     |
| NFD_Quick_Check              | NFD_QC  | normativ            | aufzählend           | Eigenschaften, die einen schnellen Test ermöglichen, ob eine Zeichenkette in einer bestimmten Normalform vorliegt     |
| NFKD_Quick_Check             | NFKD_QC | normativ            | aufzählend           | Eigenschaften, die einen schnellen Test ermöglichen, ob eine Zeichenkette in einer bestimmten Normalform vorliegt     |
| Expands_On_NFC               | XO_NFC  | normativ deprecated | binär                | Zeichen, die beim Umwandeln in die entsprechende Normalisierungsform zu mehreren Zeichen werden                       |
| Expands_On_NFD               | XO_NFD  | normativ deprecated | binär                | Zeichen, die beim Umwandeln in die entsprechende Normalisierungsform zu mehreren Zeichen werden                       |
| Expands_On_NFKC              | XO_NFKC | normativ deprecated | binär                | Zeichen, die beim Umwandeln in die entsprechende Normalisierungsform zu mehreren Zeichen werden                       |
| Expands_On_NFKD              | XO_NFKD | normativ deprecated | binär                | Zeichen, die beim Umwandeln in die entsprechende Normalisierungsform zu mehreren Zeichen werden                       |
| NFKC_Casefold                | NFKC_CF | informativ          | String               | Zeichen nach Umwandlung in NFKC und anschließend die casefold-Normalform                                              |
| Changes_When_NFKC_Casefolded | CWKCF   | informativ          | binär                | Zeichen, die sich ändern, wenn sie erst in NFKC und dann in die casefold-Normalform überführt werden                  |

### Darstellung
Die folgenden Eigenschaften spielen eine Rolle bei der Darstellung von Text.
| Eigenschaft                  | Kurz   | Status     | Werte      | Beschreibung                                                                                                   |
| ---------------------------- | ------ | ---------- | ---------- | --- |
| Joining_Group                | jg     | normativ   | aufzählend | legt fest wie bzw. ob sich ein Buchstabe mit seinen Nachbarn verbindet, siehe Arabisch in Unicode              |
| Joining_Type                 | jt     | normativ   | aufzählend | legt fest wie bzw. ob sich ein Buchstabe mit seinen Nachbarn verbindet, siehe Arabisch in Unicode              |
| Join_Control                 | Join_C | normativ   | binär      | Steuerzeichen für Ligaturen und Buchstabenverbindungen                                                         |
| Line_Break                   | lb     | normativ   | aufzählend | legt das Umbruchverhalten für den Unicode-Zeilenumbruch-Algorithmus fest                                       |
| Grapheme_Cluster_Break       | GCB    | informativ | aufzählend | werden in den Segmentierungsalgorithmen zur Bestimmung der Grenzen von Graphemen, Sätzen und Wörtern verwendet |
| Sentence_Break               | SB     | informativ | aufzählend | werden in den Segmentierungsalgorithmen zur Bestimmung der Grenzen von Graphemen, Sätzen und Wörtern verwendet |
| Word_Break                   | WB     | informativ | aufzählend | werden in den Segmentierungsalgorithmen zur Bestimmung der Grenzen von Graphemen, Sätzen und Wörtern verwendet |
| East_Asian_Width             | ea     | informativ | aufzählend | gibt die Breite eines Zeichens an, die bei der Darstellung ostasiatischer Texte eine Rolle spielt              |
| Prepended_Concatenation_Mark | PCM    | informativ | binär      | Zeichen, die nachfolgende Zeichen umspannen, etwa das syrische Abkürzungszeichen                               |

### Bidi
Für die Darstellung von bidirektionalem Text stehen folgende Eigenschaften zur Verfügung.
| Eigenschaft              | Kurz   | Status     | Werte      | Beschreibung |
| ------------------------ | ------ | ---------- | ---------- | --- |
| Bidi_Class               | bc     | normativ   | aufzählend | bestimmt die Schreibrichtung im Unicode-Bidi-Algorithmus                                                           |
| Bidi_Control             | Bidi_C | normativ   | binär      | Bidirektionales Steuerzeichen                                                                                      |
| Bidi_Mirrored            | Bidi_M | normativ   | binär      | gibt an, ob ein Zeichen im linksläufigen Text gespiegelt dargestellt werden muss                                   |
| Bidi_Mirroring_Glyph     | bmg    | informativ | Sonstiges  | mögliches Spiegelbild des Zeichens, etwa ( als Spiegelbild für ), in einigen Fällen existiert kein solches Zeichen |
| Bidi_Paired_Bracket      | bpb    | normativ   | Sonstiges  | Gegenstück einer Klammer                                                                                           |
| Bidi_Paired_Bracket_Type | bpt    | normativ   | aufzählend | kennzeichnet öffnende und schließende Klammern                                                                     |

### Bezeichner
Die folgenden Eigenschaften sind eine Möglichkeit, die erlaubten Zeichen in Bezeichnern festzulegen. Im Gegensatz zu klassischen Programmiersprachen, die nur ASCII-Zeichen erlauben, sind in Sprachen, die diese Eigenschaften verwenden, ein Großteil der Unicode-Zeichen in Bezeichnern zulässig. Ein Beispiel für eine Sprache, deren Syntax weitgehend diesen Umfang zulässt, ist JavaScript.
| Eigenschaft         | Kurz    | Status     | Werte | Beschreibung                                                          |
| ------------------- | ------- | ---------- | ----- | --------------------------------------------------------------------- |
| ID_Start            | IDS     | informativ | binär | Zeichen, das am Anfang eines Bezeichners stehen kann                  |
| ID_Continue         | IDC     | informativ | binär | Zeichen, das an den folgenden Stellen in einem Bezeichner stehen kann |
| XID_Start           | XIDS    | informativ | binär | Zeichen, das am Anfang eines Bezeichners stehen kann                  |
| XID_Continue        | XIDC    | informativ | binär | Zeichen, das an den folgenden Stellen in einem Bezeichner stehen kann |
| Pattern_Syntax      | Pat_Syn | normativ   | binär | Zeichen, die in der Syntax verwendet werden können                    |
| Pattern_White_Space | Pat_WS  | normativ   | binär | Zeichen, die als Leerraum behandelt werden sollten                    |

### CJK
Einige Eigenschaften betreffen CJK-Zeichen. Zusätzlich gibt es noch eine Reihe weiterer Eigenschaften, siehe den Abschnitt Unihan.
| Eigenschaft          | Kurz  | Status     | Werte | Beschreibung                                                                                     |
| -------------------- | ----- | ---------- | ----- | ------------------------------------------------------------------------------------------------ |
| Ideographic          | Ideo  | informativ | binär | CJK-Zeichen                                                                                      |
| IDS_Binary_Operator  | IDSB  | normativ   | binär | Ideographisches Beschreibungszeichen                                                             |
| IDS_Trinary_Operator | IDST  | normativ   | binär | Ideographisches Beschreibungszeichen                                                             |
| Unified_Ideographic  | UIdeo | normativ   | binär | chinesisches Schriftzeichen, das in ideographischen Beschreibungssequenzen verwendet werden kann |
| Radical              |       | normativ   | binär | Radikal, das in ideographischen Beschreibungssequenzen verwendet werden kann                     |

### Sonstiges
Einige Eigenschaften dienen hauptsächlich der Information über ein Zeichen, ohne dass sie für spezielle Anwendungen vorgesehen sind.
| Eigenschaft             | Kurz    | Status                | Werte      | Beschreibung |
| ----------------------- | ------- | --------------------- | ---------- | --- |
| Math                    |         | informativ            | binär      | Mathematische Zeichen in Unicode |
| Quotation_Mark          | QMark   | informativ            | binär      | Anführungszeichen |
| Dash                    |         | informativ            | binär      | horizontale Striche verschiedener Länge |
| Hyphen                  |         | informativ deprecated | binär      | Bindestrich und ähnliche Zeichen, wurde ursprünglich für den Zeilenumbruch benutzt und dort durch die Line_Break-Eigenschaft abgelöst                                                                             |
| STerm                   |         | informativ            | binär      | Zeichen, die ein Satzende markieren |
| Terminal_Punctuation    | Term    | informativ            | binär      | Satzzeichen, die meist ein Satzende markieren |
| Diacritic               | Dia     | informativ            | binär      | Diakritisches Zeichen |
| Extender                | Ext     | informativ            | binär      | Zeichen, die den vorausgehenden Buchstaben erweitern, etwa Längenzeichen |
| Grapheme_Base           | Gr_Base | normativ              | binär      | ältere Eigenschaften zur Bestimmung von Graphemen, siehe Grapheme_Cluster_Break im Abschnitt Darstellung für die neuere Methode Grapheme_Link kann aus der Canonical_Combining_Class-Eigenschaft ermittelt werden |
| Grapheme_Extend         | Gr_Ext  | normativ              | binär      | ältere Eigenschaften zur Bestimmung von Graphemen, siehe Grapheme_Cluster_Break im Abschnitt Darstellung für die neuere Methode Grapheme_Link kann aus der Canonical_Combining_Class-Eigenschaft ermittelt werden |
| Grapheme_Link           | Gr_Link | informativ deprecated | binär      | ältere Eigenschaften zur Bestimmung von Graphemen, siehe Grapheme_Cluster_Break im Abschnitt Darstellung für die neuere Methode Grapheme_Link kann aus der Canonical_Combining_Class-Eigenschaft ermittelt werden |
| Unicode_1_Name          | na1     | informativ            | Sonstiges  | alter Name in der Unicode-Version 1.0 |
| ISO_Comment             | isc     | informativ deprecated | Sonstiges  | ursprünglich für Kommentare in der ISO 10646 Namensliste benutzt, jetzt leer |
| Indic_Matra_Category    |         | provisorisch          | aufzählend | bestimmt die Platzierung abhängiger Vokale in indischen Schriften |
| Indic_Syllabic_Category |         | provisorisch          | aufzählend | bestimmt die Struktur der Kategorien silbenbildender Komponenten in indischen Schriften |

### Beisteuernde Eigenschaften
Diese Eigenschaften werden nicht alleine verwendet, sondern werden benutzt, um andere Eigenschaften daraus abzuleiten. Meist handelt es sich um Ausnahmemengen, die durch die allgemeine Kategorie nicht abgedeckt werden.
| Eigenschaft                        | Kurz    | Status      | Werte     | Beschreibung                              |
| ---------------------------------- | ------- | ----------- | --------- | ----------------------------------------- |
| Other_Alphabetic                   | OAlpha  | beisteuernd | binär     | für Alphabetic                            |
| Other_Default_Ignorable_Code_Point | ODI     | beisteuernd | binär     | für Default_Ignorable_Code_Point          |
| Other_Grapheme_Extend              | OGr_Ext | beisteuernd | binär     | für Grapheme_Extend                       |
| Other_ID_Start                     | OIDS    | beisteuernd | binär     | für Abwärtskompatibilität von ID_Start    |
| Other_ID_Continue                  | OIDC    | beisteuernd | binär     | für Abwärtskompatibilität von ID_Continue |
| Other_Lowercase                    | OLower  | beisteuernd | binär     | für Lowercase                             |
| Other_Math                         | OMath   | beisteuernd | binär     | für Math                                  |
| Other_Uppercase                    | OUpper  | beisteuernd | binär     | für Uppercase                             |
| Jamo_Short_Name                    | JSN     | beisteuernd | Sonstiges | für Name koreanischer Silbenblöcke        |

### Unihan
Für CJK-Zeichen, die im Zuge der Han-Vereinheitlichung in Unicode aufgenommen wurden, existiert eine eigene Datenbank, die Eigenschaften speziell für diese Zeichen bereitstellt. Die Angaben zur Quelle bezeichnen dabei die Zeichenkodierung in verschiedenen nationalen Zeichensätzen. Neben den hier aufgeführten Eigenschaften gibt es eine Reihe weiterer provisorischer Eigenschaften, die weitere Hinweise zur Aussprache, Bedeutung, alternativen Kodierungen etc. liefern.
| Eigenschaft           | Status     | Werte     | Beschreibung                                                                        |
| --------------------- | ---------- | --------- | ----------------------------------------------------------------------------------- |
| kAccountingNumeric    | informativ | numerisch | numerischer Wert für fälschungssichere Zahlzeichen                                  |
| kOtherNumeric         | informativ | numerisch | numerischer Wert eines Zeichens, das selten als Zahlzeichen verwendet wird          |
| kPrimaryNumeric       | informativ | numerisch | numerischer Wert eines gewöhnlichen Zahlzeichens                                    |
| kCompatibilityVariant | normativ   | String    | Normalisierung des Zeichens, sofern es sich um eine Kompatibilitätsvariante handelt |
| kIICore               | normativ   | Sonstiges | Zeichen, das auf allen Systemen vorhanden sein sollte                               |
| kIRG_GSource          | normativ   | Sonstiges | Quelle: China/Singapur                                                              |
| kIRG_HSource          | normativ   | Sonstiges | Quelle: Hongkong                                                                    |
| kIRG_JSource          | normativ   | Sonstiges | Quelle: Japan                                                                       |
| kIRG_KPSource         | normativ   | Sonstiges | Quelle: Nordkorea                                                                   |
| kIRG_KSource          | normativ   | Sonstiges | Quelle: Südkorea                                                                    |
| kIRG_MSource          | normativ   | Sonstiges | Quelle: Macao                                                                       |
| kIRG_TSource          | normativ   | Sonstiges | Quelle: Taiwan                                                                      |
| kIRG_USource          | normativ   | Sonstiges | Quelle: USA                                                                         |
| kIRG_VSource          | normativ   | Sonstiges | Quelle: Vietnam                                                                     |
| kRSUnicode            | informativ | Sonstiges | Radikal und Anzahl der weiteren Striche                                             |
| kMandarin             | informativ | Sonstiges | Pinyin-Lesart                                                                       |
| kTotalStrokes         | informativ | Sonstiges | Anzahl der Striche inklusive Radikal                                                |